# Европско првенство у фудбалу 2020 — група Е
Група Е на Европском првенству 2020. одржана је од 14. до 23. јуна 2021, на стадиону Ла Картуха у Севиљи и стадиону Санкт Петербург у Санкт Петербургу. у групи су играле Шпанија, Шведска, Пољска и Словачка. Двије првопласиране репрезентације пласирале су се међу најбољих 16, док су у елиминациону фазу прошле и четири најбоље трећепласиране репрезентације од укупно шест.
Побједник групе Е у осмини финала играо је против једне од трећепласираних екипа из група А, Б, Ц или Д. Другопласирани из групе Е играо је против другопласираног из групе Д, док је трећепласирани из групе Е могао у осмини финала да игра против побједника група Б и Ц.
Шведска је завршила на првом мјесту са двије побједе и једним ремијем и седам бодова, док је Шпанија завршила на другом мјесту са једном побједом и два ремија и пет освојених бодова. Словачка је завршила на трећем мјесту са три бода, али није била међу четири најбоље трећепласиране репрезентације и није се пласирала у елиминациону фазу. Пољска је завршила на последњем мјесту са једним бодом.

## Тимови
| Позиција на жријебу | Тим      | Шешир | Начин Квалификовања      | Датум Квалификовања | Укупно наступа | Последњи наступ | Најбољи резултат    | Квалификациони ренкинг Новембар 2019. | ФИФА ренкинг Јун 2021. | ФИФА ренкинг Јун 2021. |                   |                   |     |      |                              |   |  |
| ------------------- | -------- | ----- | ------------------------ | ------------------- | -------------- | --------------- | ------------------- | ------------------------------------- | ---------------------- | ---------------------- | ----------------- | ----------------- | --- | ---- | ---------------------------- | - |  |
| Позиција на жријебу | Тим      | Шешир | Начин Квалификовања      | Датум Квалификовања | Укупно наступа | Последњи наступ | Најбољи резултат    | Е1                                    | Шпанија (домаћин)      | 1                      | Побједник Групе Ф | 15. октобар 2019. | 11. | 2016 | Побједник (1964, 2008, 2012) | 5 |  |
| Е2                  | Шведска  | 3     | Другопласирани у Групи Ф | 15. новембар 2019.  | 7.             | 2016            | Полуфинале (1992)   | 17                                    |                        |                        |                   |                   |     |      |                              |   |  |
| Е3                  | Пољска   | 2     | Побједник Групе Г        | 13. октобар 2019.   | 4.             | 2016            | Четвртфинале (2016) | 8                                     |                        |                        |                   |                   |     |      |                              |   |  |
| Е4                  | Словачка | 4     | Побједник плеј офа Пут Б | 12. новембар 2020.  | 2.             | 2016            | Осмина финала 2016  | 22                                    |                        |                        |                   |                   |     |      |                              |   |  |

## Резултати

### 1 коло

#### Пољска — Словачка
| Пољска | 1 : 2     | Словачка |
| ------ | --------- | -------- |
|        | Извјештај |          |

| Пољска | Словачка |

#### Шпанија — Шведска
| Шпанија | 0 : 0     | Шведска |
| ------- | --------- | ------- |
|         | Извјештај |         |

| Шпанија | Шведска |

### 2 коло

#### Шведска — Словачка
| Шведска | 1 : 0     | Словачка |
| ------- | --------- | -------- |
|         | Извјештај |          |

| Шведска | Словачка |

#### Шпанија — Пољска
| Шпанија | 1 : 1     | Пољска |
| ------- | --------- | ------ |
|         | Извјештај |        |

| Шпанија | Пољска |

### 3 коло

#### Словачка — Шпанија
| Словачка | 0 : 5     | Шпанија |
| -------- | --------- | ------- |
|          | Извјештај |         |

| Словачка | Шпанија |

#### Шведска — Пољска
| Шведска | 3 : 2     | Пољска |
| ------- | --------- | ------ |
|         | Извјештај |        |

| Шведска | Пољска |

## Табела и статистика
| Мјесто | Екипа    | Играно | Победа | Неријешено | Пораза | Дао гол. | При. гол. | Гол-разлика | Бодови |
| ------ | -------- | ------ | ------ | ---------- | ------ | -------- | --------- | ----------- | ------ |
| 1.     | Шпанија  | 3      | 2      | 1          | 0      | 4        | 2         | +2          | 7      |
| 2.     | Шведска  | 3      | 1      | 2          | 0      | 6        | 1         | +5          | 5      |
| 3.     | Словачка | 3      | 1      | 0          | 2      | 2        | 7         | -5          | 3      |
| 4.     | Пољска   | 3      | 0      | 1          | 2      | 4        | 6         | -2          | 1      |